# ولاية إينشيري
وِلَايَةُ إِينَشِّيرِي إحدى ولايات غرب موريتانيا، تقع شرقها ولاية أدرار وجنوبها ولاية الترارزة وفي شمالها وغربها داخلة نواذيبو ولها ساحل قصير على المحيط الأطلسي، عاصمتها أكجوجت تبعد 256 كم عن نواكشوط وتبلغ مساحة الولاية 23 273 كم مربع.

## السكان
حسب إحصاء عام 2000 مـ تعتبر الأقل سكانا من بين الولايات، حيث شهدت الولاية هجرات كبيرة في سيتيات وسبعينات القرن الماضي بعد سنوات الجفاف الطويلة التي عرفتها المنطقة يبلغ سكانها 11 000 يعيش منهم 7 000 في اكجوجت.

## النشاط الاقتصادي
بالإضافة إلى الزراعة المطرية للذرة التي يمارسها السكان في بعض مناطق الولاية مثل بورجيمات ودمان ولمدنة، تعد ولاية إينشيري مع قلة سكانها من اغنى الولايات موريتانيا بثرواتها الطبيعية الهائلة من ذهب ونحاس حيث بدأ استخراج وتصدير هذيين المعدنين في ستينات القرن الماضي بالقرب من أكجوجت عند قلب أم قرين وتتولى الآن شركة كندية بالتعاون مع الحكومة الموريتانية تسويق المعادن المستخرجة هذا بالإضافة إلى منجم تازيازت الذي يتوفر هو كذلك على احتياطات كبيرة من الذهب حيث تم في الآونة الأخير الحديث على نطاق واسع على انه من أهم مناجم التي يتم فيها استحراج الذهب على مستوى أفريقيا كلها بمعدل 6.5 طن في سنة 2009 مـ وتتولى شركة تازيازت موريتانيا المحدودة استغلاله وهي فرع من شركة Red Back Mining الكندية وهناك أيضا شركة مناجم نحاس موريتانيا المختصرة فيM C M  التي تتولى تسويق واستخراج النحاس بالقرب من اكجوجت، هذا بالإضافة إلى وجود مؤشرات إجابية على وجود الأحجار الكريمة في منطقتي آكشار وأزفال غرب الولاية.

## التقسيم الإداري
تنقسم الولاية لمنطقة واحدة هي أكجوجت وتضم مدينتان:
- أكجوجت
- بنشاب

### التجمعات السكانية الصغيرة
| - الكارح - اللويبدة - تابرنكوت | - لجواد - بورجيمات - دمان |  |

### أهم المناطق الزراعية
| - أغسرمت - لمدنة | - دمان - بورجيمات |  |

- الواحات :

تعتبر العوجة أو (قرارة لفرص) وكذلك آزويگة منذ قرون أهم الواحات التي يذهب اليهما سكان إينشيري في موسم جني التمور إلأنها بعد التقسيم الإداري الذي جرى في السبعينات أصبحتا تتبعان لولاية أدرار.

## أشهر أبناء إينشيري
- العلامة أشفغ الخطاط الملقب آبيــه
- الشيخ محمد المامي
- المجيدري ولد حب الله اليعقوبي
- محمد بن محمد سالم المجلسي
- محمد مولود اليعقوبي
- محمد ولد الطلبة
- الحاج المختار الجكني
- أحمد بن محمد بن محمد سالم

| - احمد محمود ولد آبيه - حامد ولد اعمر - حبيب الله بن محمد ولد محمد سالم - قاري ولد محمد سالم - اسويدات ولد وداد | - محمد ولد حمود - محمد ولد احمدلعي - محمد الأمين ولد عبد الودود - محمد عبد الرجمن ولد جد امه الملقب الدمــان - لفظل ولد عبد الودود | - الداده - الخرشي ولد عبد الله - فياه ولد المعيوف - لحزام ولد المعيوف |